# Takagi Kitakyushu Water Wave
I Takagi Kitakyushu Water Wave (タカギ北九州ウォーターウェーブ?, Takagi Kitakyūshū Wōtā Wēbu) sono una squadra di softball femminile giapponese con sede a Kitakyushu, Fukuoka. Sono membri della West Division della Japan Diamond Softball League (JD.League).

## Storia
I Water Wave furono fondati nel 1969 come squadra di softball della Toshiba Kitakyushu (una fabbrica della Toshiba). La squadra è stata trasferita alla Takagi nel 2017.
La Japan Diamond Softball League (JD.League) fu fondata nel 2022, e i Water Wave si unirono alla nuova lega come membri della West Division.

## Roster attuale
Aggiornato all'aprile 2022.
| Ruolo         | N.         | Nome              | Età        | Altezza             | Batte      | Lancia     | Note       |
| Giocatrici    | Giocatrici | Giocatrici        | Giocatrici | Giocatrici          | Giocatrici | Giocatrici | Giocatrici |
| ------------- | ---------- | ----------------- | ---------- | ------------------- | ---------- | ---------- | ---------- |
| Lanciatrici   | 11         | Saki Kobayashi    | 29 anni    | 162 cm (5 ft 4 in)  | Destro     | Destro     |            |
| Lanciatrici   | 14         | Nanami Yoshizaki  | 28 anni    | 152 cm (4 ft 12 in) | Sinistro   | Sinistro   |            |
| Lanciatrici   | 16         | Mua Kanada        | 21 anni    | 171 cm (5 ft 7 in)  | Sinistro   | Destro     |            |
| Lanciatrici   | 18         | Saki Uemura       | 25 anni    | 161 cm (5 ft 3 in)  | Destro     | Destro     |            |
| Lanciatrici   | 27         | Ayane Shikano     | 22 anni    | 167 cm (5 ft 6 in)  | Sinistro   | Sinistro   |            |
| Ricevitrici   | 10         | Hinano Otozu      | 27 anni    | 157 cm (5 ft 2 in)  | Sinistro   | Destro     |            |
| Ricevitrici   | 21         | Ayumi Yamaguchi   | 25 anni    | 165 cm (5 ft 5 in)  | Destro     | Destro     |            |
| Interne       | 3          | Yuka Yamane       | 24 anni    | 155 cm (5 ft 1 in)  | Sinistro   | Destro     |            |
| Interne       | 7          | Mayu Hosomi       | 28 anni    | 154 cm (5 ft 1 in)  | Sinistro   | Destro     |            |
| Interne       | 15         | Sayaka Doi        | 25 anni    | 162 cm (5 ft 4 in)  | Sinistro   | Sinistro   |            |
| Interne       | 19         | Masaki Kanehira   | 28 anni    | 164 cm (5 ft 5 in)  | Sinistro   | Destro     |            |
| Interne       | 23         | Mana Hosono       | 22 anni    | 166 cm (5 ft 5 in)  | Ambidestro | Destro     |            |
| Esterne       | 1          | Haru Okazaki      | 25 anni    | 169 cm (5 ft 7 in)  | Sinistro   | Destro     |            |
| Esterne       | 2          | Nami Higuchi      | 31 anni    | 165 cm (5 ft 5 in)  | Destro     | Destro     |            |
| Esterne       | 4          | Kaho Sato         | 28 anni    | 160 cm (5 ft 3 in)  | Sinistro   | Sinistro   |            |
| Esterne       | 6          | Kanami Naruse     | 21 anni    | 160 cm (5 ft 3 in)  | Destro     | Destro     |            |
| Esterne       | 22         | Misa Fukumoto     | 28 anni    | 163 cm (5 ft 4 in)  | Sinistro   | Destro     |            |
| Esterne       | 37         | Mao Watanabe      | 28 anni    | 165 cm (5 ft 5 in)  | Destro     | Destro     |            |
| Staff tecnico |            |                   |            |                     |            |            |            |
| Manager       | 30         | Miho Raijo        | 46 anni    | -                   | -          | -          |            |
| Coach         | -          | Yasunori Watanabe | 51 anni    | -                   | -          | -          |            |